# Мункэ
Мункэ, Мунке (встречающиеся в литературе варианты написания имени: Менгу, Мангу, Манке, Мангу-хан, в русских летописях Менгу-хан; 1208— 11 августа 1259, Чунцин) — четвёртый великий каган Монгольской империи (1251—1259), внук Чингис-хана, сын Толуя и Сорхахтани-бэки, брат Хубилая, Хулагу (Гулагу) и Ариг-буги. Буквальное значение имени хана — Вечный хан.

## Ранние годы
В западном походе монголов (1236—1242) воевал на средней Волге и Северном Кавказе. Согласно Рашид ад-Дину, участвовал в Коломенской битве в январе 1238 года, а согласно некоторым исследованиям, остался на зиму вместе с братом Бучеком в степях.
Зимой 1238/39 годов вместе с Гуюком, Каданом и Бури под общим руководством Субэдэя подавлял восстания волжских булгар, разорял Нижний Новгород и Муром на Руси. В конце 1239 года с теми же чингизидами захватил город М-к-с, либо, согласно другим исследованиям, Чернигов. В начале 1240 года подходил к Киеву. Монголы остановились на левом берегу Днепра, на Трубеже у городка Песочного, и предложили Киеву сдаться. Киевляне отвергли предложение, убив послов Мунке, и стали готовиться к упорной обороне. В конце 1240 года монголы обложили город, и после осады захватили его. На основании русской летописи обычно считается, что во время разорения Киева Батыем Мункэ находился в его войсках, однако согласно Рашид ад-Дину, Мунке с Гуюком и Бури были отозваны на восток до этого похода.

## Правление
После смерти хана Гуюка (1248) и регентства его вдовы Огул-Гаймыш верховную власть в империи смогли взять в свои руки потомки Толуя. В начале 1251 года в Каракоруме Толуиды и поддержавшие их Джучиды собрали курултай, призванный провозгласить великим ханом Мункэ. По сведениям Рашид ад-Дина, Бату, правитель Улуса Джучи, так охарактеризовал Мункэ:

«Из [всех] царевичей [один] Менгу-каан обладает дарованием и способностями, необходимыми для хана, так как он видел добро и зло в этом мире, во всяком деле отведал горького и сладкого, неоднократно водил войска в [разные] стороны на войну и отличается от всех [других] умом и способностями» — 
Для его поддержки Бату прислал своего брата Берке с войсками. Кроме того, мать Мункэ Соркактани смогла привлечь на его сторону Бельгутея (брата Чингиса), пользовавшегося большим уважением, и Урянхадая (сына Субедея), обладавшего огромным авторитетом в армии. Даже часть нойонов из враждебной партии Угедеидов и Чагатаидов посетила курултай, в частности сын Угедея Кадан, участник Западного похода.
Попытка противодействия со стороны другого кандидата в ханы Ширемуна (внука Угедея) провалилась. Так как на великом курултае Мункэ получил верховную власть, а Бату стал ака (то есть старшим в роде), то они смогли подавить нарождавшуюся династическую смуту. Сразу после победы Мункэ провёл следствие и суд, после которого приказал казнить семьдесят семь человек из числа своих противников — некоторых князей родов Угедея и Чагатая и их нойонов (эмиров по терминологии Джувейни и Рашид ад-Дина), в первую очередь темников и тысячников из их войск. Была также казнена и вдова Гуюка Огул-Гаймыш вместе с рядом её сторонников (после другого следствия и суда). Конфискованные у них владения были разделены между Мункэ и Бату, а также другими чингизидами, признавшими их власть.
Во время правления Мункэ наиболее влиятельной религией в Монгольской империи было несторианство.

### Продолжение экспансии

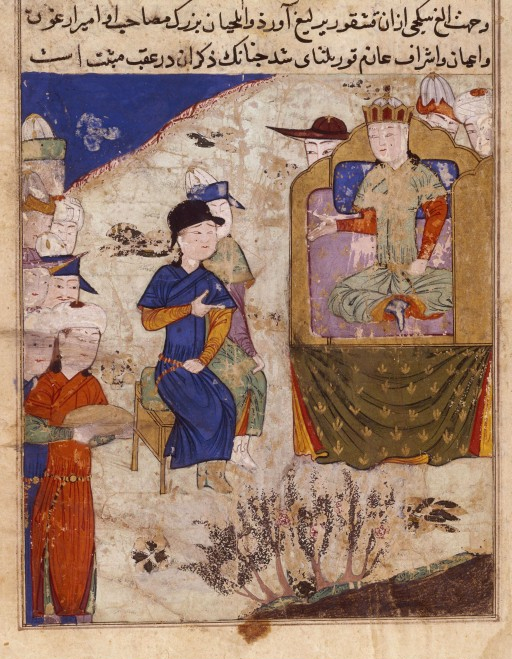
Хан Мункэ на троне. Миниатюра из «Тарих-и джехангуша» Джувейни, 1438 г.

После успешной борьбы за власть Мункэ уделил внимание завоеваниям в Азии. В 1254 году монголы захватили Юньнань и вторглись в Индокитай, в то время как брат Мункэ Хулагу расширил пределы империи до подходов к Египту (Ближневосточный поход). Дружеские отношения с Бату при этом помогли сохранить целостность монгольского владычества.
В марте 1258 года 40-тысячная армия под личным командованием великого хана выступила в поход против Южной Сун из Каракорума через Сычуань. В мае армия достигла гор Люпаньшань (Ганьсу), где разделилась на три колонны. 6 октября армейская колонна Мункэ вступила в Ханьчжун, 4 ноября заняла Личжоу (Сычуань), 7 декабря — крепость Дахошань (близ Цанси).
Мункэ умер во время осады китайского рыбацкого города Хэчжоу на месте современного Чунцина, принадлежавшего Южной Сун. О причинах смерти источники повествуют по-разному. Внезапная смерть брата вынудила Хулагу оставить кампанию в Сирии и Египте и фактически привела к возобновлению борьбы за власть и распаду Монгольской империи.
В китайской истории Мункэ известен под посмертным династическим именем Сянь-цзун (кит. 宪宗).

## Семья

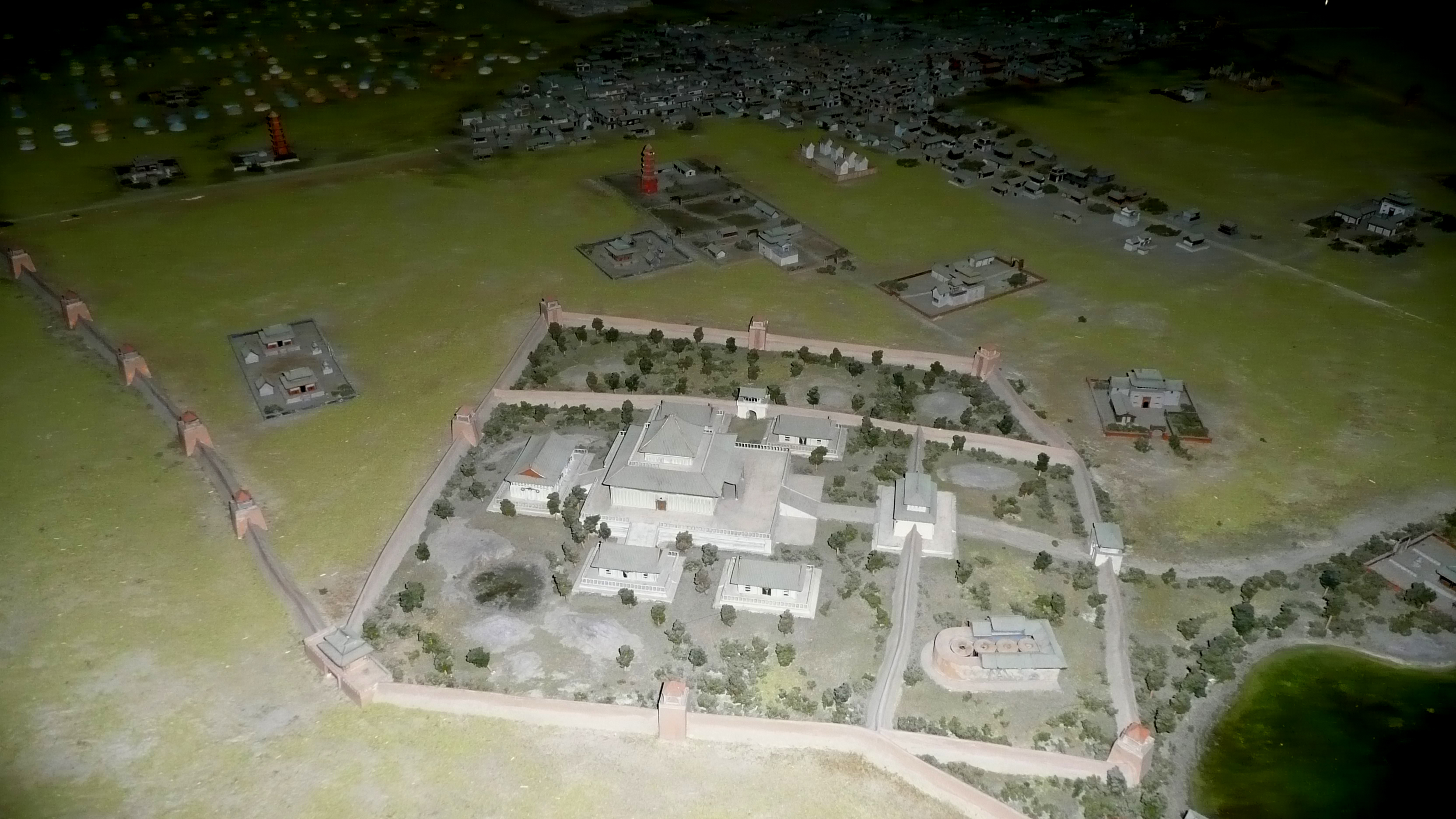
Модель дворца хана Мункэ в Каракоруме

Старшей женой Мункэ была Кутукуй-хатун, дочь Улудая, сына Буту-гургэна (Бука-гургена) из племени икирес, зятя Чингис-хана. У Кутукуй и Мункэ были сыновья Балту и Уренгташ и дочь Баялун. От другой жены, ойратки Огул-Тутмыш, у Мункэ было две дочери — Ширин и Бичикэ.
У хана были также две наложницы — Баявчин из рода баявут и Куйтани из племени ильчикин. Баявчин стала наложницей Мункэ в наказание её отца, укравшего из оружейной палаты тетиву лука. Сыном Баявчин был Ширеки, сыном Куйтани — Асутай, на стороне Ариг-Буги боровшийся против Хубилая (1260—1264).

## В культуре
Алишер Навои упоминает Мангу-қоон как правителя Китая, приведшего свои войска в поддержку Дария против Искандера.